# Гълтач
Гълта̀чът, още глътка или фаринкс (на латински: pharynx) е кух мускулест орган, в който се пресичат пътят на въздуха и пътят на храната.
Гълтачът е разположен пред шийната част на гръбначния стълб, от основата на черепа до нивото на VI шиен прешлен, където се стеснява и преминава в хранопровода. При възрастен човек неговата дължина е около 14 см. Освен че участва в храносмилателната система, той е и дихателен път, свързващ, от една страна, устната и носната кухини, а от друга - хранопровода и ларинкса.

## Части на гълтача
Изграден е от три части – горна, средна и долна част.
- Горната носова (на латински: pars nasalis) част е свързана с носната кухина чрез задните носови отвори (choanae). Встрани от нея се намират отворите на слуховата тръба (Евстахиевата тръба), която свързва гълтача с тъпанчевата кухина и средното ухо. Горната стена на носовата част е захваната неподвижно към основата на тилната кост и основата на черепа. На границата между горната и задната стена на гълтача има струпана лимфна тъкан, която образува гълтачната сливица (на латински: tonsilla pharyngea).
- Средната устна (на латински: pars oralis) част има връзка с устната кухина чрез устния провлак. В нея става кръстосването на храносмилателния с дихателния път.
- Долната гръклянна (на латински: pars laryngea) част започва от горния край на надгръклянника и завършва на нивото на VI шиен прешлен. На предната ѝ стена се намира входът на ларинкса.

## Устройство
Стените на гълтача се състоят от четири слоя – лигавица, фиброзна съединителнотъканна ципа, мускулен слой и адвентиция.
- Лигавицата в горната му част е покрита с цилиндричен ресничест епител, а на останалите части – с многослоен плосък епител.
- Фиброзната съединителнотъканна ципа е основа на фарингалната стена и е особено добре изразена в горната част на фаринкса, където липсват мускули.
- Мускулният слой е съставен от напречнонабраздени мускулни влакна. Образува се от две групи мускули:
  - Стегачи – мускули с кръгово разположение на влакната, които са значително по-добре изразени. Те образуват три полупръстеновидни мускула: горен, среден и долен стегач. От горе надолу те се подреждат керемидообразно един под друг.
  - Повдигачи – мускули с надлъжно разположение на влакната. Те са два на брой и са по-слабо изразени.
- Адвентицията се намира навън от мускулния слой, и е съставен от рехава съединителна тъкан, която осъществява връзката на гълтача със заобикалящите го органи.